# Metropolregion Minneapolis–Saint Paul
| Karte                                                                    | Karte |
| ------------------------------------------------------------------------ | --- |
| Geografische Einordnung der Metropolregion                               | |
| Minneapolis–St. Paul – Urbanized Area –                                  | |
| Fläche:                                                                  | 7.280 km² |
| Einwohner:                                                               | 3.163.104 (2020) |
| Bevölkerungsdichte:                                                      | 434 pro km² (2010) |
| Countys in Minnesota:                                                    | Anoka, Carver, Dakota, Hennepin, Ramsey, Scott, Washington                                                                             |
| Minneapolis–St. Paul–Bloomington – Metropolitan Statistical Area (MSA) – | |
| Fläche:                                                                  | 15.703 km² |
| Einwohner:                                                               | 3.690.261 (2020) |
| Bevölkerungsdichte:                                                      | 235 pro km² (2020) |
| Countys in Minnesota:                                                    | Anoka, Carver, Chisago, Dakota, Hennepin, Isanti, Ramsey, Scott, Sherburne, Washington, Wright                                         |
| Countys in Wisconsin:                                                    | Pierce, St. Croix |
| Minneapolis–St. Paul–St. Cloud – Combined Statistical Area (CSA) –       | |
| Fläche:                                                                  | 24.770 km² |
| Einwohner:                                                               | 4.041.382 (2020) |
| Bevölkerungsdichte:                                                      | 163 pro km² (2020) |
| Countys in Minnesota:                                                    | Anoka, Benton, Carver, Chisago, Dakota, Goodhue, Hennepin, Isanti, McLeod, Ramsey, Rice, Scott, Sherburne, Stearns, Washington, Wright |
| Countys in Wisconsin:                                                    | Pierce, St. Croix |

Die Metropolregion Minneapolis–Saint Paul ist ein Gebiet im US-Bundesstaat Minnesota und des westlichen Wisconsins. Sie besteht aus den Twin Cities (Zwillingsstädte) genannten Großstädten Minneapolis und St. Paul sowie umliegenden Städten und Townships. Mit 3,18 Millionen Einwohnern ist sie die sechzehntgrößte Metropolregion der Vereinigten Staaten.

## Definition

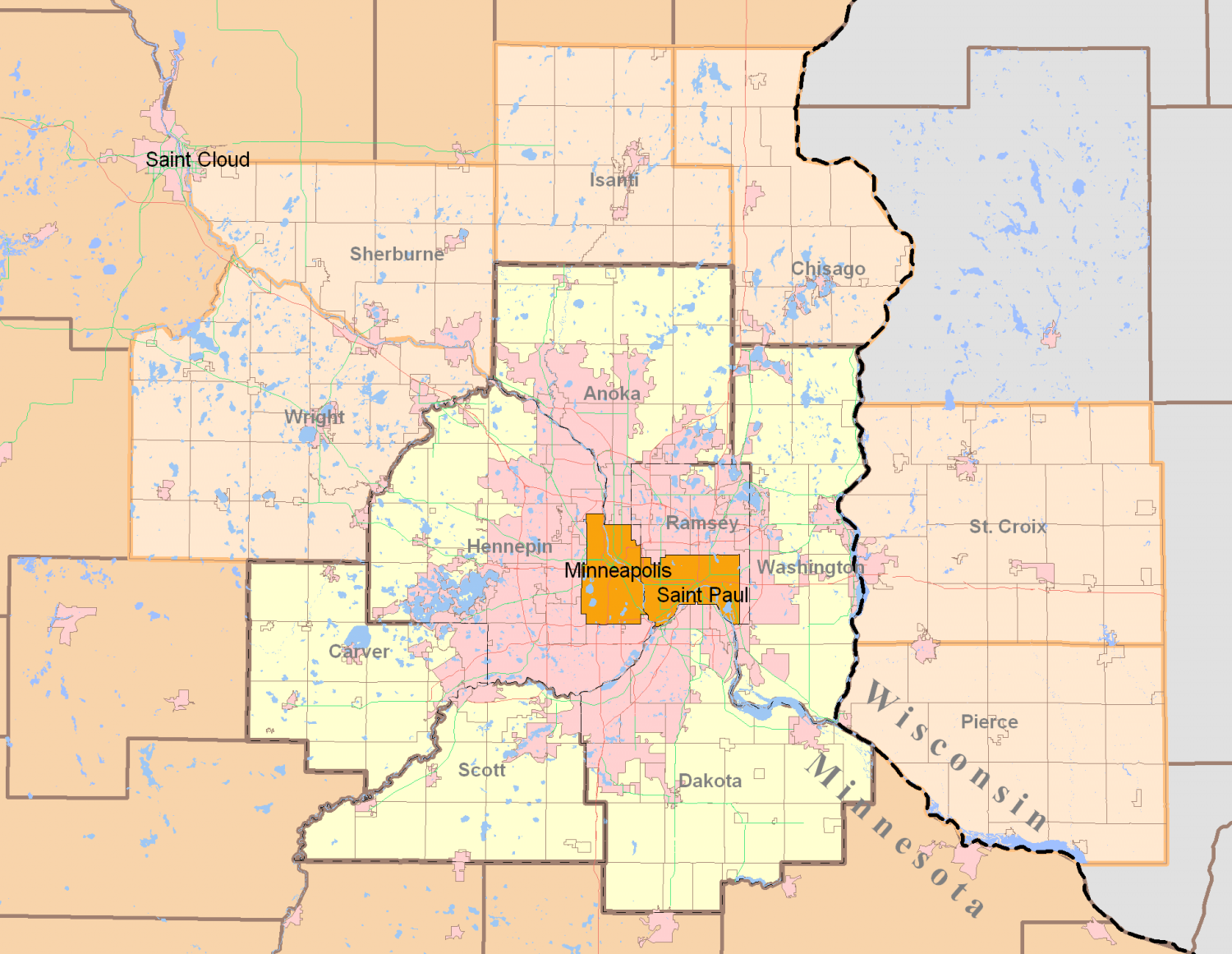
Gebiet der dreizehn Countys umfassenden Metropolregion

Es gibt verschiedene Einstufungen des U.S. Census Bureau zur Beschreibung der Region. Zur Agglomeration der Zwillingsstädte Minneapolis–St. Paul (Urbanized Area) gehört das dicht bebaute Gebiet in unmittelbarer Umgebung beider Städte. Sie umfasst sieben Countys mit einer Bevölkerung von rund 3,16 Millionen Einwohnern.
Zur Metropolregion (MSA) Minneapolis–St. Paul–Bloomington werden zusätzlich noch sechs weitere Countys gezählt, darunter zwei im östlich angrenzenden Bundesstaat Wisconsin. Die Bevölkerungszahl dieses Gebietes liegt bei rund 3,69 Millionen.
Eine weitere Definition ist die erweiterte Metropolregion (engl.: Combined Statistical Area, Abk.: CSA) Minneapolis–St. Paul–St. Cloud. Ihr gehören weitere fünf Countys einschließlich des Verdichtungsraums um die nordwestlich gelegene Stadt St. Cloud an. Die CSA liegt mit einer Bevölkerungszahl von rund 4,04 Millionen Einwohnern auf Platz 16 in den Vereinigten Staaten.

## Geschichte
Ursprung und Entwicklung der Region beruhen auf der geografischen Lage an verschiedenen Flüssen. Sie boten europäischen Einwanderern günstige Siedlungsbedingungen. Die ersten Siedlungen entstanden mit dem Bau von Fort Snelling, das zwischen 1820 und 1825 am Zusammenfluss von Mississippi River und Minnesota River errichtet wurde. An den Saint Anthony Falls entstand die Stadt Saint Anthony, welche später mit der aufstrebenden Kleinstadt Minneapolis zusammengelegt wurde. Auf der Ostseite des Mississippis entstanden verschiedene kleine Dörfer, die später Saint Paul bildeten.
Um 1872 entstand der Ausdruck der „Dual Cities“, welcher sich später zu Twin Cities entwickelte. Er stellt dar, dass beide Städte trotz des Zusammenwachsens eigenständig sind. Während Minneapolis für seine Boulevards und die strukturierte und moderne Innenstadt bekannt war und als die „erste Stadt des amerikanischen Westens“ galt, war St. Paul im Gegensatz dazu durch seine schmaleren Straßen und die spät-viktorianische Architektur „die letzte dem Osten der Vereinigten Staaten zugehörige Stadt“. Der Unterschied beider Städte rührt auch daher, dass Minneapolis stärker durch Einwanderer skandinavischer Herkunft besiedelt wurde, während in St. Paul überwiegend Einwohner mit irischer und deutscher Abstammung beheimatet waren.
Vor allem Ende des 19. und zu Beginn des 20. Jahrhunderts bestand eine Rivalität zwischen beiden Städten. Auf zahlreichen Gebieten wie Sport, Wirtschaft oder Architektur konkurrierten beide Städte miteinander. Im 20. Jahrhundert erlangte die Region eine stärkere wirtschaftliche und kulturelle Bedeutung. Das Bevölkerungswachstum verlagerte sich mit der zunehmenden Motorisierung von den Städten in die Trabantenstädte. Während Minneapolis und St. Paul früher den größten Anteil an der Gesamtbevölkerung in der Region ausmachten, sank dieser mit der Suburbanisierung auf heute rund 20 Prozent.

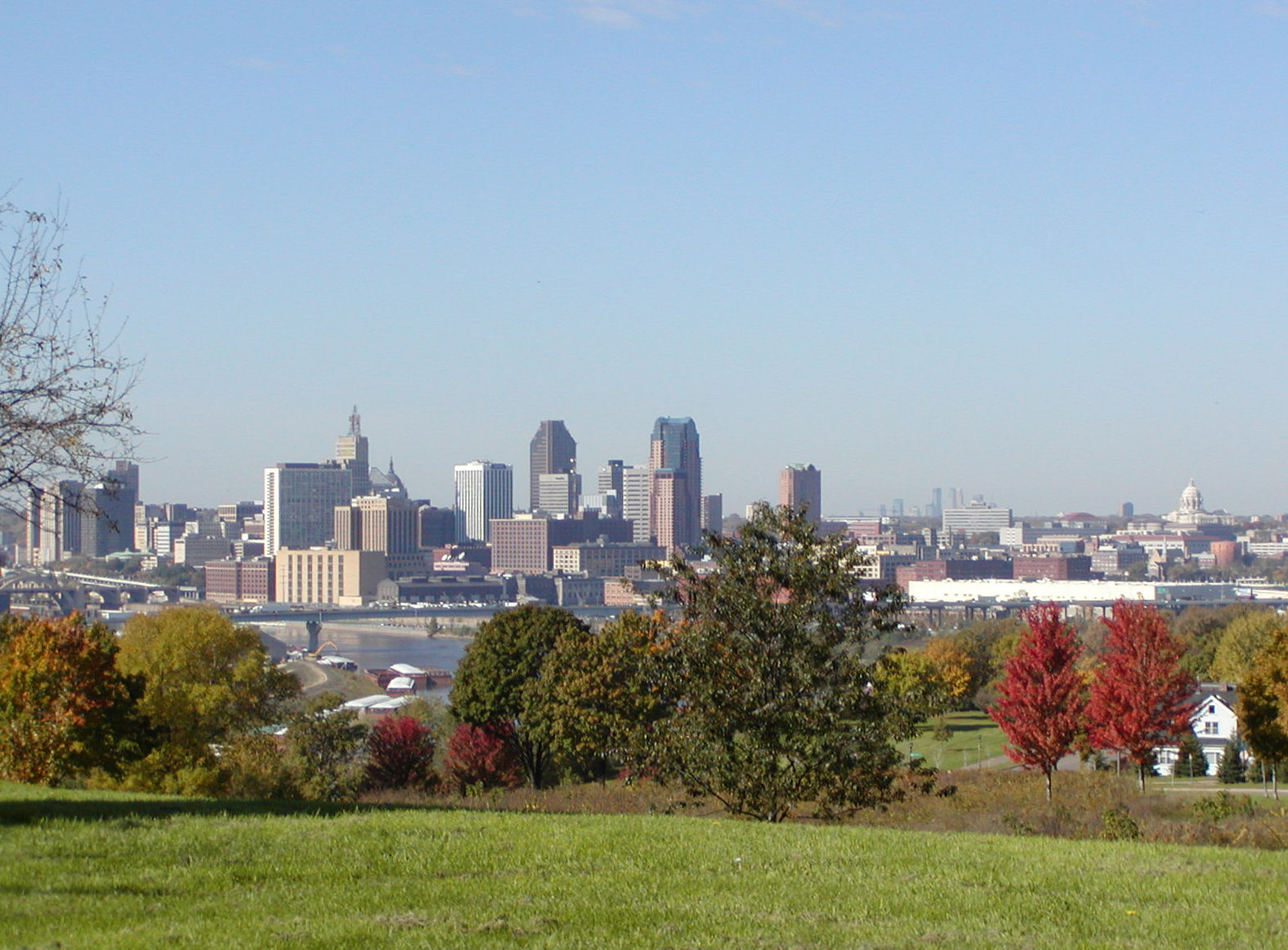
Blick auf die Innenstadt von St. Paul; im Hintergrund Minneapolis

## Wirtschaft
Neben dem Dienstleistungssektor kommt in der Region der verarbeitenden Industrie große Bedeutung zu. Zu den wichtigsten Bereichen zählen die Elektro-, Maschinenbau- und Nahrungsmittelindustrie. Sechzehn der 500 größten Unternehmen der Vereinigten Staaten haben ihren Hauptsitz in der Region. Damit ist es das größte Wirtschaftszentrum zwischen Chicago und der Westküste.
Ein weiterer großer Wirtschaftsbereich umfasst den Hightech-Sektor. Dabei arbeiten die rund 1300 in Forschung, Produktion und Ausbildung tätigen Hightechunternehmen der Region oftmals in Kooperation mit der University of Minnesota und weiteren Hochschulen. Die Bank- und Finanzwirtschaft macht Minneapolis-St. Paul zum wichtigsten Finanzstandort im Upper Midwest. Die Arbeitslosenquote in der Region liegt bei rund 4,7 Prozent (1. Quartal 2008).
Größte Arbeitgeber sind der Staat Minnesota (rund 55.000 Beschäftigte) und die US-Regierung (35.000 Beschäftigte). Daneben zählen Target, die University of Minnesota, Mayo Clinic, Allina Hospitals & Clinics und Delta Air Lines zu den größten Arbeitgebern (Stand 2012).
Weitgehend unbemerkt von der Öffentlichkeit, hat sich die Region zum Zentrum der Anbieter für Triebwerkprüfstände für große Strahltriebwerke entwickelt. De facto gibt es nur drei bedeutende Hersteller, zwei von ihnen (Cenco Inc. und Aero Systems Engineering, Inc.) haben ihren Ursprung und Firmensitz in Minneapolis-Saint-Paul. Der dritte Anbieter (MDS Aero Support Inc.) unterhält zumindest ein Büro in Minneapolis. Diese Konzentration geht auf eine Anforderung seitens Northwest Airlines aus dem Jahr 1958 zurück, als sich die damalige Firma CENCO einen Auftrag zur Erstellung eines Prüfstandes sichern konnte. Nach einiger Zeit (1967) überwarfen sich die damaligen Partner jedoch und die Firma ASE wurde in St. Paul gegründet.

## Verkehr

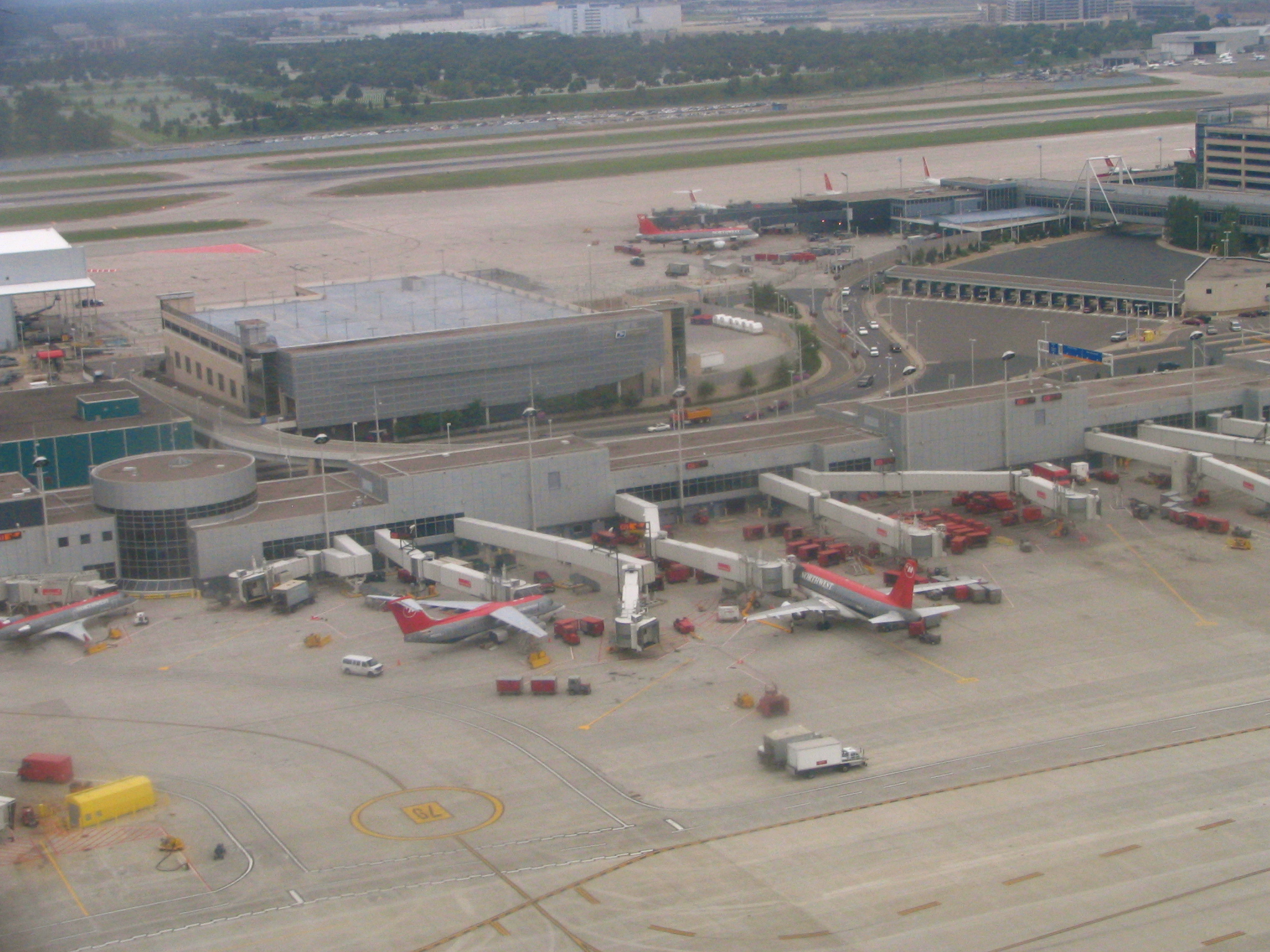
Flughafen Minneapolis–St. Paul

Durch den Automobilverkehr veränderte sich im 20. Jahrhundert die Entwicklung der Region. Das Bevölkerungswachstum verlagerte sich von den Städten hinaus in die Vororte und ließ Trabantenstädte entstehen. Infolgedessen entstand ein dichtes und gut ausgebautes Straßennetz, das dennoch vor allem zur Hauptverkehrszeit an seine Kapazitätsgrenzen stößt. Mit den Interstate-Highways 94 und 35 gibt es zudem eine Verbindung zu den nationalen Transportrouten in Nord-Süd sowie Ost-West-Richtung.
Der öffentliche Personennahverkehr wird vor allem durch Metro Transit organisiert. Sie führt rund 95 Prozent aller Verkehrsverbindungen durch. Nach der Abschaffung von Straßenbahnen Mitte der 1950er Jahre beschränkte sich dieser vor allem auf den Omnibusverkehr. 2004 wurde mit der Hiawatha Line die erste Strecke der als Metro Light Rail bezeichneten Stadtbahnlinie eröffnet, die Minneapolis mit dem Flughafen Minneapolis-St. Paul und Bloomington verbindet. Das Netz wurde inzwischen auf zwei Linien ausgebaut, von denen eine nach Saint Paul führt. Weitere Abschnitte befinden sich in Planung oder sind bereits im Bau. Im Vergleich zu anderen Metropolregionen der Vereinigten Staaten galt der Personennahverkehr lange als unmodern und ineffizient. Das Netz konnte in der Vergangenheit nicht mit dem Wachstum und dem gesteigerten Mobilitätsbedürfnis der Region mithalten.
Der größte Verkehrsflughafen ist der Minneapolis-Saint Paul International Airport, an dem Delta Air Lines und Sun Country Airlines ein Fracht- und Passagierdrehkreuz betreiben. Er ist der zehntgrößte Flughafen der Vereinigten Staaten und wickelt jährlich rund 540.000 Flugbewegungen ab. Die Metropolregion ist durch die Nachtzugverbindung Empire Builder zwischen Chicago und Seattle/Portland sowie durch die Tagzugverbindung Borealis, welche mit einem Zugpaar pro Tag Saint Paul mit Chicago verbindet, an das überregionale Eisenbahnnetz angeschlossen.

## Gliederung

### Countys
|    | County                                 | Einw. (2000) | Einw. (2010) | Änd.   | Fläche in km² | Einw. pro km² | 1 2 3 4 5 6 7 8 9 10 11 12 13 14 15 16 17 18 1 - Hennepin County, MN 2 - Ramsey County, MN 3 - Dakota County, MN 4 - Anoka County, MN 5 - Washington County, MN 6 - Scott County, MN 7 - Carver County, MN 8 - Wright County, MN 9 - Sherburne County, MN 11 - Chisago County, MN 13 - Isanti County, MN 14 - Stearns County, MN 15 - Rice County, MN 16 - Goodhue County, MN 17 - Benton County, MN 18 - McLeod County, MN 10 - St. Croix County, WI 12 - Pierce County, WI |
| 1  | Hennepin County, MN                    | 1.116.200    | 1.152.425    | 3,2 %  | 1.442         | 799           | 1 2 3 4 5 6 7 8 9 10 11 12 13 14 15 16 17 18 1 - Hennepin County, MN 2 - Ramsey County, MN 3 - Dakota County, MN 4 - Anoka County, MN 5 - Washington County, MN 6 - Scott County, MN 7 - Carver County, MN 8 - Wright County, MN 9 - Sherburne County, MN 11 - Chisago County, MN 13 - Isanti County, MN 14 - Stearns County, MN 15 - Rice County, MN 16 - Goodhue County, MN 17 - Benton County, MN 18 - McLeod County, MN 10 - St. Croix County, WI 12 - Pierce County, WI |
| 2  | Ramsey County, MN                      | 511.035      | 508.640      | −0,5 % | 403           | 1.261         | 1 2 3 4 5 6 7 8 9 10 11 12 13 14 15 16 17 18 1 - Hennepin County, MN 2 - Ramsey County, MN 3 - Dakota County, MN 4 - Anoka County, MN 5 - Washington County, MN 6 - Scott County, MN 7 - Carver County, MN 8 - Wright County, MN 9 - Sherburne County, MN 11 - Chisago County, MN 13 - Isanti County, MN 14 - Stearns County, MN 15 - Rice County, MN 16 - Goodhue County, MN 17 - Benton County, MN 18 - McLeod County, MN 10 - St. Croix County, WI 12 - Pierce County, WI |
| 3  | Dakota County, MN                      | 355.904      | 398.552      | 12,0 % | 1.475         | 270           | 1 2 3 4 5 6 7 8 9 10 11 12 13 14 15 16 17 18 1 - Hennepin County, MN 2 - Ramsey County, MN 3 - Dakota County, MN 4 - Anoka County, MN 5 - Washington County, MN 6 - Scott County, MN 7 - Carver County, MN 8 - Wright County, MN 9 - Sherburne County, MN 11 - Chisago County, MN 13 - Isanti County, MN 14 - Stearns County, MN 15 - Rice County, MN 16 - Goodhue County, MN 17 - Benton County, MN 18 - McLeod County, MN 10 - St. Croix County, WI 12 - Pierce County, WI |
| 4  | Anoka County, MN                       | 298.084      | 330.844      | 11,0 % | 1.097         | 302           | 1 2 3 4 5 6 7 8 9 10 11 12 13 14 15 16 17 18 1 - Hennepin County, MN 2 - Ramsey County, MN 3 - Dakota County, MN 4 - Anoka County, MN 5 - Washington County, MN 6 - Scott County, MN 7 - Carver County, MN 8 - Wright County, MN 9 - Sherburne County, MN 11 - Chisago County, MN 13 - Isanti County, MN 14 - Stearns County, MN 15 - Rice County, MN 16 - Goodhue County, MN 17 - Benton County, MN 18 - McLeod County, MN 10 - St. Croix County, WI 12 - Pierce County, WI |
| 5  | Washington County, MN                  | 201.130      | 238.136      | 18,4 % | 1.014         | 235           | 1 2 3 4 5 6 7 8 9 10 11 12 13 14 15 16 17 18 1 - Hennepin County, MN 2 - Ramsey County, MN 3 - Dakota County, MN 4 - Anoka County, MN 5 - Washington County, MN 6 - Scott County, MN 7 - Carver County, MN 8 - Wright County, MN 9 - Sherburne County, MN 11 - Chisago County, MN 13 - Isanti County, MN 14 - Stearns County, MN 15 - Rice County, MN 16 - Goodhue County, MN 17 - Benton County, MN 18 - McLeod County, MN 10 - St. Croix County, WI 12 - Pierce County, WI |
| 6  | Scott County, MN                       | 89.498       | 129.928      | 45,2 % | 924           | 141           | 1 2 3 4 5 6 7 8 9 10 11 12 13 14 15 16 17 18 1 - Hennepin County, MN 2 - Ramsey County, MN 3 - Dakota County, MN 4 - Anoka County, MN 5 - Washington County, MN 6 - Scott County, MN 7 - Carver County, MN 8 - Wright County, MN 9 - Sherburne County, MN 11 - Chisago County, MN 13 - Isanti County, MN 14 - Stearns County, MN 15 - Rice County, MN 16 - Goodhue County, MN 17 - Benton County, MN 18 - McLeod County, MN 10 - St. Croix County, WI 12 - Pierce County, WI |
| 7  | Carver County, MN                      | 70.205       | 91.042       | 29,7 % | 925           | 98            | 1 2 3 4 5 6 7 8 9 10 11 12 13 14 15 16 17 18 1 - Hennepin County, MN 2 - Ramsey County, MN 3 - Dakota County, MN 4 - Anoka County, MN 5 - Washington County, MN 6 - Scott County, MN 7 - Carver County, MN 8 - Wright County, MN 9 - Sherburne County, MN 11 - Chisago County, MN 13 - Isanti County, MN 14 - Stearns County, MN 15 - Rice County, MN 16 - Goodhue County, MN 17 - Benton County, MN 18 - McLeod County, MN 10 - St. Croix County, WI 12 - Pierce County, WI |
|    | Minneapolis-St. Paul (Urbanized Area)  | 2.642.056    | 2.849.567    | 7,9 %  | 7.280         | 391           | 1 2 3 4 5 6 7 8 9 10 11 12 13 14 15 16 17 18 1 - Hennepin County, MN 2 - Ramsey County, MN 3 - Dakota County, MN 4 - Anoka County, MN 5 - Washington County, MN 6 - Scott County, MN 7 - Carver County, MN 8 - Wright County, MN 9 - Sherburne County, MN 11 - Chisago County, MN 13 - Isanti County, MN 14 - Stearns County, MN 15 - Rice County, MN 16 - Goodhue County, MN 17 - Benton County, MN 18 - McLeod County, MN 10 - St. Croix County, WI 12 - Pierce County, WI |
| 8  | Wright County, MN                      | 89.986       | 124.700      | 38,6 % | 1.711         | 73            | 1 2 3 4 5 6 7 8 9 10 11 12 13 14 15 16 17 18 1 - Hennepin County, MN 2 - Ramsey County, MN 3 - Dakota County, MN 4 - Anoka County, MN 5 - Washington County, MN 6 - Scott County, MN 7 - Carver County, MN 8 - Wright County, MN 9 - Sherburne County, MN 11 - Chisago County, MN 13 - Isanti County, MN 14 - Stearns County, MN 15 - Rice County, MN 16 - Goodhue County, MN 17 - Benton County, MN 18 - McLeod County, MN 10 - St. Croix County, WI 12 - Pierce County, WI |
| 9  | Sherburne County, MN                   | 64.417       | 88.499       | 37,4 % | 1.130         | 78            | 1 2 3 4 5 6 7 8 9 10 11 12 13 14 15 16 17 18 1 - Hennepin County, MN 2 - Ramsey County, MN 3 - Dakota County, MN 4 - Anoka County, MN 5 - Washington County, MN 6 - Scott County, MN 7 - Carver County, MN 8 - Wright County, MN 9 - Sherburne County, MN 11 - Chisago County, MN 13 - Isanti County, MN 14 - Stearns County, MN 15 - Rice County, MN 16 - Goodhue County, MN 17 - Benton County, MN 18 - McLeod County, MN 10 - St. Croix County, WI 12 - Pierce County, WI |
| 10 | St. Croix County, WI                   | 63.155       | 84.345       | 33,6 % | 1.870         | 45            | 1 2 3 4 5 6 7 8 9 10 11 12 13 14 15 16 17 18 1 - Hennepin County, MN 2 - Ramsey County, MN 3 - Dakota County, MN 4 - Anoka County, MN 5 - Washington County, MN 6 - Scott County, MN 7 - Carver County, MN 8 - Wright County, MN 9 - Sherburne County, MN 11 - Chisago County, MN 13 - Isanti County, MN 14 - Stearns County, MN 15 - Rice County, MN 16 - Goodhue County, MN 17 - Benton County, MN 18 - McLeod County, MN 10 - St. Croix County, WI 12 - Pierce County, WI |
| 11 | Chisago County, MN                     | 41.101       | 53.887       | 31,1 % | 1.082         | 50            | 1 2 3 4 5 6 7 8 9 10 11 12 13 14 15 16 17 18 1 - Hennepin County, MN 2 - Ramsey County, MN 3 - Dakota County, MN 4 - Anoka County, MN 5 - Washington County, MN 6 - Scott County, MN 7 - Carver County, MN 8 - Wright County, MN 9 - Sherburne County, MN 11 - Chisago County, MN 13 - Isanti County, MN 14 - Stearns County, MN 15 - Rice County, MN 16 - Goodhue County, MN 17 - Benton County, MN 18 - McLeod County, MN 10 - St. Croix County, WI 12 - Pierce County, WI |
| 12 | Pierce County, WI                      | 36.804       | 41.019       | 11,5 % | 1.493         | 27            | 1 2 3 4 5 6 7 8 9 10 11 12 13 14 15 16 17 18 1 - Hennepin County, MN 2 - Ramsey County, MN 3 - Dakota County, MN 4 - Anoka County, MN 5 - Washington County, MN 6 - Scott County, MN 7 - Carver County, MN 8 - Wright County, MN 9 - Sherburne County, MN 11 - Chisago County, MN 13 - Isanti County, MN 14 - Stearns County, MN 15 - Rice County, MN 16 - Goodhue County, MN 17 - Benton County, MN 18 - McLeod County, MN 10 - St. Croix County, WI 12 - Pierce County, WI |
| 13 | Isanti County, MN                      | 31.287       | 37.816       | 20,9 % | 1.137         | 33            | 1 2 3 4 5 6 7 8 9 10 11 12 13 14 15 16 17 18 1 - Hennepin County, MN 2 - Ramsey County, MN 3 - Dakota County, MN 4 - Anoka County, MN 5 - Washington County, MN 6 - Scott County, MN 7 - Carver County, MN 8 - Wright County, MN 9 - Sherburne County, MN 11 - Chisago County, MN 13 - Isanti County, MN 14 - Stearns County, MN 15 - Rice County, MN 16 - Goodhue County, MN 17 - Benton County, MN 18 - McLeod County, MN 10 - St. Croix County, WI 12 - Pierce County, WI |
|    | Minneapolis-St. Paul-Bloomington (MSA) | 2.968.806    | 3.279.833    | 10,5 % | 15.703        | 209           | 1 2 3 4 5 6 7 8 9 10 11 12 13 14 15 16 17 18 1 - Hennepin County, MN 2 - Ramsey County, MN 3 - Dakota County, MN 4 - Anoka County, MN 5 - Washington County, MN 6 - Scott County, MN 7 - Carver County, MN 8 - Wright County, MN 9 - Sherburne County, MN 11 - Chisago County, MN 13 - Isanti County, MN 14 - Stearns County, MN 15 - Rice County, MN 16 - Goodhue County, MN 17 - Benton County, MN 18 - McLeod County, MN 10 - St. Croix County, WI 12 - Pierce County, WI |
| 14 | Stearns County, MN                     | 133.166      | 150.642      | 13,1 % | 3.482         | 43            | 1 2 3 4 5 6 7 8 9 10 11 12 13 14 15 16 17 18 1 - Hennepin County, MN 2 - Ramsey County, MN 3 - Dakota County, MN 4 - Anoka County, MN 5 - Washington County, MN 6 - Scott County, MN 7 - Carver County, MN 8 - Wright County, MN 9 - Sherburne County, MN 11 - Chisago County, MN 13 - Isanti County, MN 14 - Stearns County, MN 15 - Rice County, MN 16 - Goodhue County, MN 17 - Benton County, MN 18 - McLeod County, MN 10 - St. Croix County, WI 12 - Pierce County, WI |
| 15 | Rice County, MN                        | 56.665       | 64.142       | 13,2 % | 1.289         | 50            | 1 2 3 4 5 6 7 8 9 10 11 12 13 14 15 16 17 18 1 - Hennepin County, MN 2 - Ramsey County, MN 3 - Dakota County, MN 4 - Anoka County, MN 5 - Washington County, MN 6 - Scott County, MN 7 - Carver County, MN 8 - Wright County, MN 9 - Sherburne County, MN 11 - Chisago County, MN 13 - Isanti County, MN 14 - Stearns County, MN 15 - Rice County, MN 16 - Goodhue County, MN 17 - Benton County, MN 18 - McLeod County, MN 10 - St. Croix County, WI 12 - Pierce County, WI |
| 16 | Goodhue County, MN                     | 44.127       | 46.183       | 4,7 %  | 1.964         | 24            | 1 2 3 4 5 6 7 8 9 10 11 12 13 14 15 16 17 18 1 - Hennepin County, MN 2 - Ramsey County, MN 3 - Dakota County, MN 4 - Anoka County, MN 5 - Washington County, MN 6 - Scott County, MN 7 - Carver County, MN 8 - Wright County, MN 9 - Sherburne County, MN 11 - Chisago County, MN 13 - Isanti County, MN 14 - Stearns County, MN 15 - Rice County, MN 16 - Goodhue County, MN 17 - Benton County, MN 18 - McLeod County, MN 10 - St. Croix County, WI 12 - Pierce County, WI |
| 17 | Benton County, MN                      | 34.226       | 38.451       | 12,3 % | 1.057         | 36            | 1 2 3 4 5 6 7 8 9 10 11 12 13 14 15 16 17 18 1 - Hennepin County, MN 2 - Ramsey County, MN 3 - Dakota County, MN 4 - Anoka County, MN 5 - Washington County, MN 6 - Scott County, MN 7 - Carver County, MN 8 - Wright County, MN 9 - Sherburne County, MN 11 - Chisago County, MN 13 - Isanti County, MN 14 - Stearns County, MN 15 - Rice County, MN 16 - Goodhue County, MN 17 - Benton County, MN 18 - McLeod County, MN 10 - St. Croix County, WI 12 - Pierce County, WI |
| 18 | McLeod County, MN                      | 34.898       | 36.651       | 5,0 %  | 1.274         | 29            | 1 2 3 4 5 6 7 8 9 10 11 12 13 14 15 16 17 18 1 - Hennepin County, MN 2 - Ramsey County, MN 3 - Dakota County, MN 4 - Anoka County, MN 5 - Washington County, MN 6 - Scott County, MN 7 - Carver County, MN 8 - Wright County, MN 9 - Sherburne County, MN 11 - Chisago County, MN 13 - Isanti County, MN 14 - Stearns County, MN 15 - Rice County, MN 16 - Goodhue County, MN 17 - Benton County, MN 18 - McLeod County, MN 10 - St. Croix County, WI 12 - Pierce County, WI |
|    | Minneapolis-St. Paul-St. Cloud (CSA)   | 3.271.888    | 3.615.902    | 10,5 % | 24.770        | 146           | 1 2 3 4 5 6 7 8 9 10 11 12 13 14 15 16 17 18 1 - Hennepin County, MN 2 - Ramsey County, MN 3 - Dakota County, MN 4 - Anoka County, MN 5 - Washington County, MN 6 - Scott County, MN 7 - Carver County, MN 8 - Wright County, MN 9 - Sherburne County, MN 11 - Chisago County, MN 13 - Isanti County, MN 14 - Stearns County, MN 15 - Rice County, MN 16 - Goodhue County, MN 17 - Benton County, MN 18 - McLeod County, MN 10 - St. Croix County, WI 12 - Pierce County, WI |

### Kommunen
Die größten Orte – die ausnahmslos den Status City besitzen – in der gesamten CSA Minneapolis-St. Paul-St. Cloud:

#### Kernstädte
- Minneapolis
- Saint Paul

#### Orte mit mehr als 50.000 Einwohnern
- Blaine
- Bloomington
- Brooklyn Park
- Burnsville
- Coon Rapids
- Eagan
- Eden Prairie
- Lakeville
- Maple Grove
- Plymouth
- St. Cloud
- Woodbury
- Minnetonka
- St. Louis Park
- Edina
- Apple Valley

#### Orte mit mehr als 20.000 Einwohnern
- Andover
- Brooklyn Center
- Champlin
- Chanhassen
- Chaska
- Cottage Grove
- Crystal
- Elk River
- Faribault
- Farmington
- Fridley
- Golden Valley
- Hastings
- Inver Grove Heights
- Lino Lakes
- Maplewood
- New Brighton
- New Hope
- Northfield
- Oakdale
- Prior Lake
- Ramsey
- Richfield
- Rosemount
- Roseville
- Savage
- Shakopee
- Shoreview
- South St. Paul
- White Bear Lake
- Winona

#### Orte mit mehr als 10.000 Einwohnern
- Anoka
- Big Lake
- Buffalo
- Columbia Heights
- East Bethel
- Forest Lake
- Ham Lake
- Hopkins
- Hugo
- Hutchinson
- Mendota Heights
- Monticello
- Mounds View
- North St. Paul
- North Branch
- Otsego
- Red Wing
- Robbinsdale
- Sartell
- Sauk Rapids
- Stillwater
- St. Michael
- Vadnais Heights
- Waconia
- West St. Paul